# Harald Sæther
Harald Sæther, né le 9 mai 1946 à Oppdal en Norvège et mort le 29 octobre 2021 dans la même ville, est un violoniste et compositeur de musique classique.

## Biographie

### Formation
Sæther a débuté dans les années soixante comme musicien autodidacte. Ses instruments étaient essentiellement la guitare et la basse électrique. En 1963, il fonda avec trois autres musiciens un groupe de rock 'n' roll à Oppdal, Norvège, The Spiritual Man Group. Le groupe se sépara en 1966, et en 1967 – avec quatre autres musiciens – Saether forma le groupe hard rock Hapax Legomenon qui se sépara pendant l’été de 1970.
Du 1971 au 1974 il étudia la musique au Veitvet Music Conservatory di Oslo. Son instrument principal était le violon. Il poursuivit ses études au Trondheim Conservatory of Music à Trondheim, et obtint un diplôme de musicien et professeur de musique au printemps de 1977.

### Carrière
En 2001, à la suite d’un grave accident de voiture, depuis 25 ans il fut forcé d’arrêter de travailler en tant que musicien et professeur de musique. Il entra ensuite à l'Académie Grieg (en) de Bergen, où il obtint le master degree (MA) de composition en 2008, ayant comme superviseur Morten Eide Pedersen.
Les œuvres de Sæther ont été jouées par l'Orchestre symphonique d'Oslo (en) e Oslo Soloists Ensemble à Oslo, par FMKV (Military Brass Band Orchestra) et Grieg Academy Sinfonietta à Bergen, par Trondheim Sinfonietta à Trondheim, Kristiansund Symphony à Kristiansund et par plusieurs petits groups et ensembles à Oslo, Bergen, Stavanger et Kristiansund. D’autres œuvres ont été jouées en 2008 à l’ULTIMA Oslo Contemporary Music Festival et à l’occasion du  trentième anniversaire du New Music Composers' Group; en 2010, au festival Numusic (no) di Stavanger; nel 2011, au Borealis Festival de Bergen. 
Sæther est un compositeur indépendant à temps plein, dont les œuvres sont déposés au MIC (Music Information Centre in Norway).

## Œuvres

### Orchestre
- Blomen på Dovrefjell (pour soprano et orchestre), 1996, texte écrit par Ola Setrom ; composé à l’occasion du centenaire de l’auteur.
- På Sygelejet (pour soprano et orchestre), 1997/98, texte écrit par Henrik Wergeland.
- Når du vert gamal (pour soprano et orchestre), 1997/98, texte écrit par Jacob Sande.
- Tableaux I, Images Cosmiques (pour orchestre symphonique), 2006 ; composé pour The Military Brass Band de Bergen FMKV ; durée 3 min 45 s.

### Sinfonietta
- Tableaux II, Images l'Air (pour sinfonietta), 2008 ; écrit pour Oslo Sinfonietta, à l’occasion du trentième anniversaire de NMK ; durée 3 min 40 s.
- Resonance Magnetico di Scansione (pour sinfonietta), 2010 ; écrit pour Cikada et commandé par NMK ; durée 8 min 30 s.
- Palimpsest (pour sinfonietta) 2011 ; écrit pour le Borealis Festival de Bergen Bit20 et commandé par NMK ; durée environ 4 min.

### Compositions vocales
- 2000 song (pour chœur d’enfants et rock band), 1999 ; texte écrit par Astrid Volden, composé per la fin de millénaire et commandé par Oppdal Musikkråd.
- Bøn frå Jord (pour chœur mixte), 2003/07 ; texte et mélodie par Arne Hagen ; durée 3 min 20 s.
- Reise i verk (pour soprano et piano), 2005/06, texte de chansons par Margunn Hageberg ; durée environ 30 min.
- Frie tanker(pour soprano et guitare classique), 2006 ; texte de chansons par Irene Paulsen ; durée environ 22 min.
- Obstupescit venticinque (pour baryton et basson), 2007 ; texte de chanson par Nanni Cagnone, Italie, durée 16 min 40 s.
- A, in altre parole B (per tre quartetti vocali), 2010 ; texte de chansons par Nanni Cagnone ; composé pour Oslo Soloist Ensemble et commandé par NMK ; durée 11 min 40 s.

### Œuvres pour solistes et orchestres réduits
- Brass Quintet, trois mouvements, 2005 ; durée 21 min 40 s.
- Guerre Extreme (pour soprano, trompette, guitare et piano, 2006); textes écrits par Esther Tellermann, France ; durée environ 13 min.
- Fanfaria (fanfare pour quatre trompettes) ; composé pour l’inauguration du Oppdal Culture House, 17 mars 2007 ; durée environ 3 min 30 s.
- Das Mädchen oder Der Tod (pour soprano, basse, violon, mandoline et tuba), 2007 ; du Lied Der Tod und Das Mädchen Franz Schubert; durée environ 12 min.
- Eight bats 2007, huit miniatures pour contrebasse soliste ; instrumentiste Natalia Radzik ; composé pour Polish Double Basiss ; durée environ 12 min.
- Index vacuus (pour bandonéon, soprano, percussions et clarinette basse); textes écrits par Nanni Cagnone ; composé pour le bandonéoniste Kåre Simonsen ; durée environ 19 min 30 s ;
- Waves (pour bandonéon, percussions et clarinette basse), composé pour le bandonéoniste Kåre Simonsen ; durée environ 15 min.
- Pastorale (pour marimba et bande magnétique), 2008 ; composé, à l’occasion de l’Ultima Festival de Oslo, pour Wendy Greenberg (Australie) et commandé par NMK ; durée 8 min 15 s.
- Jimi Hendrix in memoriam (pour alto et bande magnétique), 2008 ; composé pour l’altiste serbe Rastko Popovic ; durée 3 min 35 s.
- Tableaux III, Images l'Eau (pour clavecin, guitare électrique et bande magnétique), 2010 ; composé, à l’occasion du NuMusic festival de Stavanger, pour Jane Chapman et commandé par NMK ; durée 5 min 40 s.